# Sân bay Pevek
Sân bay Pevek (IATA: PWE, ICAO: UHMP) là một sân bay ở Pevek, Khu tự trị Chukotka, Nga.

## Hãng hàng không và điểm đến
| Hãng hàng không  | Các điểm đến       |
| ---------------- | ------------------ |
| ALROSA           | Moskva–Domodedovo  |
| Chukotavia       | Anadyr, Keperveyem |
| IrAero           | Magadan            |
| Yakutia Airlines | Moskva–Vnukovo     |

## Thống kê
Nguồn:

## Tai nạn và sự cố
- Vào ngày 12 tháng 3 năm 1963, một chiếc máy bay Li-2 đã bị rơi ở Pevek ngay sau khi cất cánh do quá tải.
- Vào ngày 14 tháng 8 năm 2014, một chiếc trực thăng Mi-8 đã va chạm với nhà ga sân bay khi đang chuyển hướng.[4]
- Vào ngày 13 tháng 10 năm 2019, một chiếc Sukhoi Superjet 100 của hãng Yakutia Airlines đã gặp sự cố khiến nó chạy khỏi đường băng sau khi hạ cánh. Tuy nhiên, không có thương vong nào được ghi nhận.[5]